# European Molecular Biology Laboratory
El European Molecular Biology Laboratory o EMBL (Laboratori europeu de biologia molecular, en català) és una institució pública de recerca de biologia molecular finançada pels països membres de la Unió Europea. La institució va ser creada el 1974 i té com a principals objectius la recerca en el camp de la biologia molecular, la formació de nous científics, i el desenvolupament de nous mètodes i instruments de recerca. Actualment, l'European Molecular Biology Laboratory té laboratoris a Heidelberg, Hinxton, Grenoble, Hamburg, Monterotondo i Barcelona, cadascun d'ells especialitzat en una àrea diferent de la biologia molecular, i entre els científics més importants de la institució cal destacar a Christiane Nüsslein-Volhard i Eric Wieschaus, tots dos guardonats amb el Premi Nobel de medicina el 1995.
El 2017 es va inaugurar un centre filial a Barcelona sota la direcció del biòleg anglès James Sharpe.
Edita de manera regular la revista Science in School, revista dedicada a la didàctica de les ciències, essent un punt de referència per a professors de ciències.